# Fornells de la Selva
Fornells de la Selva település Spanyolországban, Girona tartományban. Fornells de la Selva Girona, Aiguaviva, Vilablareix, Quart, Llambilles, Campllong és Riudellots de la Selva községekkel határos. Lakosainak száma 2781 fő (2024).

## Népesség
A település népessége az elmúlt években az alábbi módon változott:
| Lakosok száma | 285  | 788  | 889  | 858  | 995  | 1760 | 2295 | 2479 | 2650 | 2781 |
|               | 1717 | 1887 | 1936 | 1960 | 1986 | 2004 | 2009 | 2014 | 2019 | 2024 |